# Coppa di Germania 2020-2021 (pallavolo maschile)
La Coppa di Germania 2020-2021 si è svolta dall'8 novembre 2020 al 28 febbraio 2021: al torneo hanno partecipato nove squadre di club tedesche maschili e la vittoria finale è andata per la prima volta al Rüsselsheim.

## Regolamento
Alla Coppa di Germania hanno partecipato nove delle undici formazioni partecipanti alla 1. Bundesliga 2020-21; la formazione federale dell'Olympia Berlino non è stata iscritta al torneo mentre l'Unterhaching non era ancora ufficialmente in possesso della licenza per la partecipazione alla 1. Bundesliga.
Le squadre hanno disputato ottavi di finale (a cui non hanno partecipato la vincitrice della Coppa di Germania 2019-20 e altre tre formazioni, già qualificate ai quarti di finale), quarti di finale, semifinali e finale, tutti disputati in gara unica.
Gli accoppiamenti fra le squadre per le sfide degli ottavi di finale e gli abbinamenti per i turni successivi sono stati sorteggiati il 12 giugno 2020.

## Squadre partecipanti
| - Bühl - Charlottenburg - Dürener - Friedrichshafen - Giesen | - Herrsching - Lüneburg - Netzhoppers - Rüsselsheim |

## Torneo

### Tabellone
|  | Ottavi di finale | Ottavi di finale |  |  | Quarti di finale | Quarti di finale |  |                 | Semifinali  | Semifinali |  |             | Finale      | Finale |
|  |                  |                  |  |  |                  |                  |  |                 |             |            |  |             |             |        |
|  |                  |                  |  |  | Charlottenburg   | 2                |  |                 |             |            |  |             |             |        |
|  |                  |                  |  |  | Charlottenburg   | 2                |  |                 |             |            |  |             |             |        |
|  | Netzhoppers      | 3                |  |  | Netzhoppers      | 3                |  |                 |             |            |  |             |             |        |
|  | Netzhoppers      | 3                |  |  | Netzhoppers      | 3                |  |                 |             |            |  |             |             |        |
|  | Dürener          | 2                |  |  |                  |                  |  | Netzhoppers     | 3           |            |  |             |             |        |
|  | Dürener          | 2                |  |  |                  |                  |  | Netzhoppers     | 3           |            |  |             |             |        |
|  |                  |                  |  |  |                  |                  |  |                 | Herrsching  | 1          |  |             |             |        |
|  |                  |                  |  |  |                  |                  |  |                 | Herrsching  | 1          |  |             |             |        |
|  |                  |                  |  |  | Herrsching       | 3                |  |                 |             |            |  |             |             |        |
|  |                  |                  |  |  |                  |                  |  |                 |             |            |  |             |             |        |
|  | Giesen           |                  |  |  | Giesen           | 0                |  |                 |             |            |  |             |             |        |
|  | Giesen           |                  |  |  |                  |                  |  |                 |             |            |  |             |             |        |
|  | bye              |                  |  |  |                  |                  |  |                 |             |            |  | Netzhoppers | 0           |        |
|  | bye              |                  |  |  |                  |                  |  |                 |             |            |  | Netzhoppers | 0           |        |
|  |                  |                  |  |  |                  |                  |  |                 |             |            |  |             | Rüsselsheim | 3      |
|  |                  |                  |  |  |                  |                  |  |                 |             |            |  |             | Rüsselsheim | 3      |
|  |                  |                  |  |  | Lüneburg         | 0                |  |                 |             |            |  |             |             |        |
|  |                  |                  |  |  | Lüneburg         | 0                |  |                 |             |            |  |             |             |        |
|  | Lüneburg         |                  |  |  | Friedrichshafen  | 3                |  |                 |             |            |  |             |             |        |
|  | Lüneburg         |                  |  |  | Friedrichshafen  | 3                |  |                 |             |            |  |             |             |        |
|  | bye              |                  |  |  |                  |                  |  | Friedrichshafen | 2           |            |  |             |             |        |
|  | bye              |                  |  |  |                  |                  |  | Friedrichshafen | 2           |            |  |             |             |        |
|  |                  |                  |  |  |                  |                  |  |                 | Rüsselsheim | 3          |  |             |             |        |
|  |                  |                  |  |  |                  |                  |  |                 | Rüsselsheim | 3          |  |             |             |        |
|  |                  |                  |  |  | Bühl             | 1                |  |                 |             |            |  |             |             |        |
|  |                  |                  |  |  | Bühl             | 1                |  |                 |             |            |  |             |             |        |
|  | Bühl             |                  |  |  | Rüsselsheim      | 3                |  |                 |             |            |  |             |             |        |
|  | Bühl             |                  |  |  | Rüsselsheim      | 3                |  |                 |             |            |  |             |             |        |
|  | bye              |                  |  |  |                  |                  |  |                 |             |            |  |             |             |        |
|  |                  |                  |  |  |                  |                  |  |                 |             |            |  |             |             |        |

### Risultati

#### Ottavi di finale
| 8 novembre 2020 Landkost-Arena, Bestensee Durata: 2h:01 - Spettatori: 0 | Netzhoppers | 3 - 2 | Dürener | 18-25, 19-25, 25-20, 25-18, 15-10 |

#### Quarti di finale
| 25 novembre 2020 Max-Schmeling-Halle, Berlino Durata: 2h:10 - Spettatori: 0          | Charlottenburg | 2 - 3 | Netzhoppers     | 25-22, 25-23, 24-26, 18-25, 13-15 |
| 26 novembre 2020 Nikolaushalle, Herrsching am Ammersee Durata: 1h:15 - Spettatori: 0 | Herrsching     | 3 - 0 | Giesen          | 27-25, 25-17, 25-15               |
| 25 novembre 2020 Gellersenhalle, Reppenstedt Durata: 1h:28 - Spettatori: 0           | Lüneburg       | 0 - 3 | Friedrichshafen | 26-28, 24-26, 19-25               |
| 25 novembre 2020 Großsporthalle, Bühl Durata: 1h:46 - Spettatori: 0                  | Bühl           | 1 - 3 | Rüsselsheim     | 25-23, 21-25, 23-25, 24-26        |

#### Semifinali
| 10 dicembre 2020 MBS Arena Potsdam, Potsdam Durata: 2h:19 - Spettatori: 0             | Netzhoppers     | 3 - 2 | Herrsching  | 21-25, 26-28, 25-16, 25-22, 26-24 |
| 10 dicembre 2020 Zeppelin CAT Halle A1, Friedrichshafen Durata: 2h:01 - Spettatori: 0 | Friedrichshafen | 2 - 3 | Rüsselsheim | 23-25, 27-25, 21-25, 25-15, 14-16 |

#### Finale
| 28 febbraio 2021 SAP Arena, Mannheim Durata: 1h:19 - Spettatori: 0 | Netzhoppers | 0 - 3 | Rüsselsheim | 23-25, 21-25, 22-25 |